# Estramp
L'estramp (del llatí strabus, "coix" o "garrell") és un vers que provenia de la poesia trobadoresca, passà a la mètrica catalana medieval amb certes consideracions que la diferenciaven de la cobla normal. També tenia un esquema de dos quartets, vuit versos, amb preferència femenins, però no tenia rima, tots ells solts.
Els versos estramps va ser una "invenció" dels poetes catalans, amb suport del preceptistes locals com Jaume March i Lluís d'Averçó que van prendre una selecció d'elements de la tradició occitana i els donaren nova forma. De fet al corpus trobadoresc no hi ha composicions de versos estramps i les preceptives tolosanes no s'hi refereixen mai i, sí, en canvi, les catalanes com el Torcimany de Lluís d'Averçó.
Els rims estramps són aquells que dins una cobla no són associats per l'acordança de rima. Definitivament només si tots els versos de la cobla (estrofa) són sense rima podem parlar de versos estramps. D'altra banda, les cobles estrampes són aquelles íntegrament construïdes per versos d'aquesta forma. Apareix per primer cop en un poema d'Arnaut Daniel (segle xii) amb la forma estrampa, consignada a les Leys d'Amors tolosanes.
El terme podria confondre's amb vers blanc o altres afins que queden diferenciats així:
- estramps/estrampes: versos absents de rima en tota la cobla.

- espars: versos solts dins d'una cobla rimada

- dissoluts: Dissolts (DCVB)

- fènix: mots que no poden fer rima amb cal altre "són sens par en lo món"[4]

- coix: no té la mesura que tota la resta de la composició. Seria inexacte.

- blanc: versos sense rima, formant part de tota una composició, inclouen masculins i femenins, a diferència dels estramps que prefereixen aquests darrers.

## Exemples
- «Jus lo front port vostra bella semblança» (Jordi de Sant Jordi, Estramps)
- «No fonc donat tal joy en tot lo setgle» (Francesc de la Via)
- «Puis trob sol en amor, a mi sembla» (Ausiàs March)